# Fausto Gullo

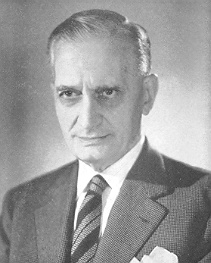
Fausto Gullo

Fausto Gullo (* 16. Juni 1887 in Catanzaro, Provinz Catanzaro; † 3. September 1974 in Spezzano Piccolo, Provinz Cosenza) war ein italienischer Rechtsanwalt und Politiker der PCI, der unter anderem jahrzehntelang Mitglied der Abgeordnetenkammer (Camera dei deputati) sowie zeitweise Justizminister Italiens war.

## Leben

### Rechtsanwalt und politische Laufbahn bis zum Zweiten Weltkrieg
Fausto Gullo, der nach dem Schulbesuch ein Studium der Rechtswissenschaften an der Universität Neapel Federico II absolvierte, trat bereits während des Studiums der Partito Socialista Italiano (PSI) bei und wurde als deren Kandidat 1907 zum Mitglied des Stadtrates von Spezzano Piccolo gewählt. Nachdem er 1909 sein Studium beendet hatte, nahm er eine Tätigkeit als Rechtsanwalt auf.
1914 wurde er zum Mitglied des Provinzrates der Provinz Catanzaro gewählt und vertrat in dieser die Interessen von Spezzano Piccolo. In dieser Zeit trat er in Kontakt zu Amadeo Bordiga, dem damaligen Sprecher der Abstentionistischen Kommunistischen Fraktion (Frazione Comunista Astensionista) und späteren ersten Vorsitzenden der PCI. 1921 trat Gullo als Mitglied der neugegründeten PCI bei und wurde für diese 1924 zum Mitglied der Abgeordnetenkammer gewählt, wo er sich der Gruppierung um Antonio Gramsci anschloss und gehörte dem Parlament bis Januar 1926 an.
1925 gehörte er neben Onorato Damen, Bruno Fortichiari und Luigi Repossi zu den Vertretern des Comitato d’Intesa, einem Ausschuss der PCI, der eine abweichende Meinung zum Vorstand der Partei zum Umgang mit der faschistischen Bewegung Benito Mussolinis. Im Jahr 1929 wurde er wegen angeblicher umstürzlerischer Absichten festgenommen.

### Minister und Abgeordneter in der Nachkriegszeit
Am 22. April 1944 wurde Gullo von Ministerpräsident Pietro Badoglio zum Landwirtschaftsminister (Ministro dell'Agricoltura) in dessen zweite provisorische Militärregierung berufen und hatte diese Funktion auch in den nachfolgenden Regierungen von Ivanoe Bonomi, Ferruccio Parri und Alcide De Gasperi bis zum 13. Juli 1946 inne.
Im Anschluss wurde Gullo, der am 5. April 1945 zunächst Mitglied des Nationalrates (Consulta Nazionale) wurde und war danach vom 25. Juni 1946 bis zum 26. April 1948 Mitglied der Verfassunggebenden Versammlung (Assemblea Costituente della Repubblica Italiana), am 14. Juli 1946 von Ministerpräsident De Gasperi zum ersten Justizminister der Republik Italien berufen. Dieses Amt hatte er bis zu seiner Ablösung durch Giuseppe Grassi am 31. Mai 1947 inne.
Bei der ersten Wahl am 26. April 1948 als Kandidat der PCI zum Mitglied der Abgeordnetenkammer gewählt und vertrat dort bis zum 25. Mai 1972 den Wahlkreis Catanzaro.
Während seiner langjährigen Parlamentszugehörigkeit war Mitglied verschiedener Ausschüsse und zwischen Juni 1948 und Juni 1953 Vizevorsitzender des Justizausschusses sowie zugleich von April 1949 und Juni 1953 Vizevorsitzender des Sonderausschusses zur Untersuchung von Maßnahmen des Verfassungsgerichts (Corte costituzionale). In der zweiten Legislaturperiode war er von Dezember 1953 bis Juni 1958 Vizevorsitzender eines Sonderausschusses zur Erforschung und Vermeidung von Überschwemmungen in Kalabrien und zwischen Juli 1955 und Juni 1958 eines Sonderausschusses zur Umsetzung außerordentlicher Maßnahmen für Kalabrien sowie von März 1957 und Juni 1958 eines Sonderausschusses zum Regionalgericht von Sizilien und dem Verfassungsgericht.
Zwischen Juli 1963 und Mai 1972 war Gullo dann Vizevorsitzender des Ständigen Ausschusses für Verfassungsangelegenheiten sowie zugleich zwischen Februar 1964 und Mai 1972 Vizevorsitzender des Untersuchungsausschusses zu Anklageverfahren der Staatsanwaltschaft.